# باندر علیا
باندرعلیا، روستایی است از توابع بخش کلاردشت شهرستان چالوس در استان مازندران ایران.

## جمعیت
این روستا در دهستان کوهستان (چالوس) قرار دارد و براساس سرشماری مرکز آمار ایران در سال ۱۳۸۵، جمعیت آن ۷۰ نفر (۲۱خانوار) بوده‌است. مردم باندر علیا از قومیت طبری هستند. مردم باندر علیا به زبان طبری با گویش چالوسی سخن می‌گویند.